# NGC 3588-1
NGC 3588-1 (другие обозначения — UGC 6264, MCG 4-27-9, ZWG 126.11, PGC 34219) — спиральная галактика в созвездии Льва. Открыта Льюисом Свифтом в 1883 году.
В галактике наблюдается излучение в рентгеновском диапазоне активного ядра. Переменности не наблюдается, спектр в диапазоне 3—8 кэВ описывается степенным законом с показателем 1,2. 
Этот объект входит в число перечисленных в оригинальной редакции «Нового общего каталога».